# 内鬼笔属
内鬼笔属（学名：Endophallus），是鬼笔科下的一个属。本属只有一个种，云南内笔菌（Endophallus yunnanensis），发现于中国云南，类似于鬼笔属（Phallus），但是它的包背与柄的底部分开，不作为菌托。

## 下属物种
- 云南内笔菌 Endophallus yunnanensis M. Zang & R.H. Petersen